# 8207 Suminao
8207 Suminao este un asteroid din centura principală, descoperit pe 31 decembrie 1994, de Takao Kobayashi.